# Alexander Colyn

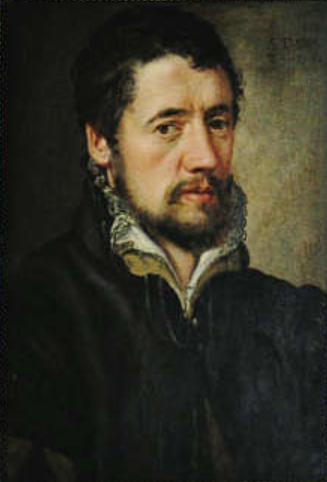
Portret van Colyn

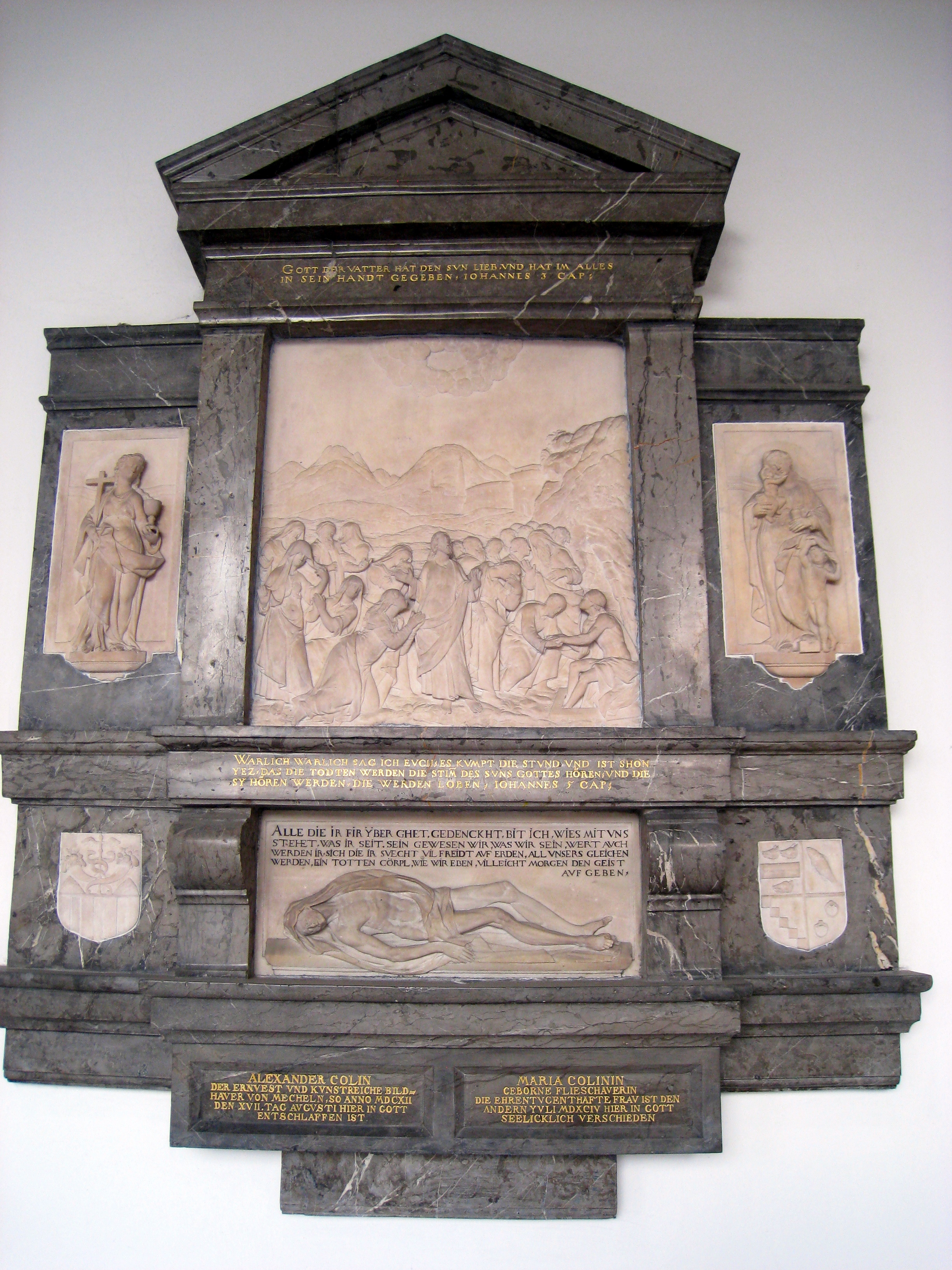
Epitaaf voor Colyn en zijn vrouw

Alexander Colyn, ook Colin of Colijns (Mechelen, ca. 1527/1530 – Innsbruck, 17 augustus 1612) was een Zuid-Nederlands beeldhouwer die vooral in Duitssprekende gebieden furore heeft gemaakt. Zijn bekendste werk is het grafmonument van keizer Maximiliaan I te Innsbruck.

## Levensloop
Alexander Colyn kwam uit Mechelen, waar zijn oom Symon Colyn (1518-1542) steenkapper was. Het begin van zijn carrière is nauwelijks of niet gedocumenteerd. Op basis van stilistische analyses is geopperd dat hij rond 1540 werkzaam was te Parijs of zich in de omgeving van de School van Fontainebleau zou situeren. Later trok hij naar Italië, mogelijk Milaan.
In 1558 was hij aan te treffen in Heidelberg. Keurvorst Otto Hendrik van de Palts liet er een van de eerste renaissancegebouwen benoorden de Alpen optrekken in het slot van Heidelberg. Colyn werkte er aan de geveldecoratie van de Ottheinrichsbau onder Anthoni de Vleeschhouwer, een beeldhouwer uit zijn geboortestad. Toen deze later dat jaar stierf, had Colyn klaarblijkelijk zoveel indruk gemaakt dat hij de leiding over het project in Heidelberg mocht overnemen. Naar alle waarschijnlijkheid nam de onervaren Mechelaar zelfs het volledige gevelontwerp voor zijn rekening. In dat geval heeft hij een van de absolute hoogtepunten van de Duitse renaissance gerealiseerd.
Zeker is dat hij na het overlijden van Otto Hendrik (1559) naar Mechelen terugkeerde. Hij verkreeg er de meestertitel (1560) en trouwde er met Maria de Vleeschhouwer (1562). Het lijdt weinig twijfel dat ze de dochter was van zijn overleden werkgever te Heidelberg. Kort na dit huwelijk ging Colyn voor de Habsburgers werken te Innsbruck. Hij moest de gebroeders Abel bijstaan, die van keizer Ferdinand I de opdracht hadden gekregen een cenotaaf te maken voor diens illustere grootvader Maximiliaan van Oostenrijk. De eerste ontwerpschetsen voor de sarcofaag waren gemaakt door Florian Abel uit Keulen. Zijn broers Bernhard en Albert hadden de uitvoering aangevat in 1561, maar ze maakten nauwelijks voortgang. Een jaar na het ondertekenen van het contract (28 april 1561) hadden ze slechts één vierde van een tafereel voltooid. Naar verluidt hadden ze een exuberante levensstijl, waardoor ze ernstig ziek werden. Ze stierven kort na elkaar en alweer was het Colyn die de opdracht overnam. Uit zijn verslag blijkt dat de gebroeders Abel maar drie onafgewerkte scènes hadden nagelaten.
Colyn zou de rest van zijn dagen doorbrengen in de Tiroolse stad, waar zijn zoon Abraham werd geboren (1563). Niettemin brachten prestigieuze opdrachten hem soms naar andere steden. Op vraag van keizer Maximiliaan II maakte hij het koninklijk mausoleum voor de Sint-Vituskathedraal in Praag en zeven monumentale fonteinen voor het Schloss Neugebäude in Wenen. Ook keerde hij geregeld naar zijn geboortestad terug (1566, 1570, 1576 en 1599). Bij die laatste gelegenheid maakte hij zelfs een reus voor een praalwagen in de Sint-Romboutsprocessie.
Zijn atelier groeide in omvang en hij leidde er verschillende leerlingen op. Steeds meer ging hij zich toeleggen op monumentale grafkunst (praalgraven, cenotaven en epitaven).
Alexander Colyn stierf in 1612 na een rijke carrière. Hij werd te Innsbruck begraven op het kerkhof van de Spitalskerk. In de kloostergang naast de Hofkirche waarvoor Colyn zoveel gewerkt had, kregen de kunstenaar en zijn vrouw Maria een epitaaf. Een van zijn zonen maakte hiervoor een bas-reliëf dat de Opstanding van Lazarus weergeeft.

## Werken

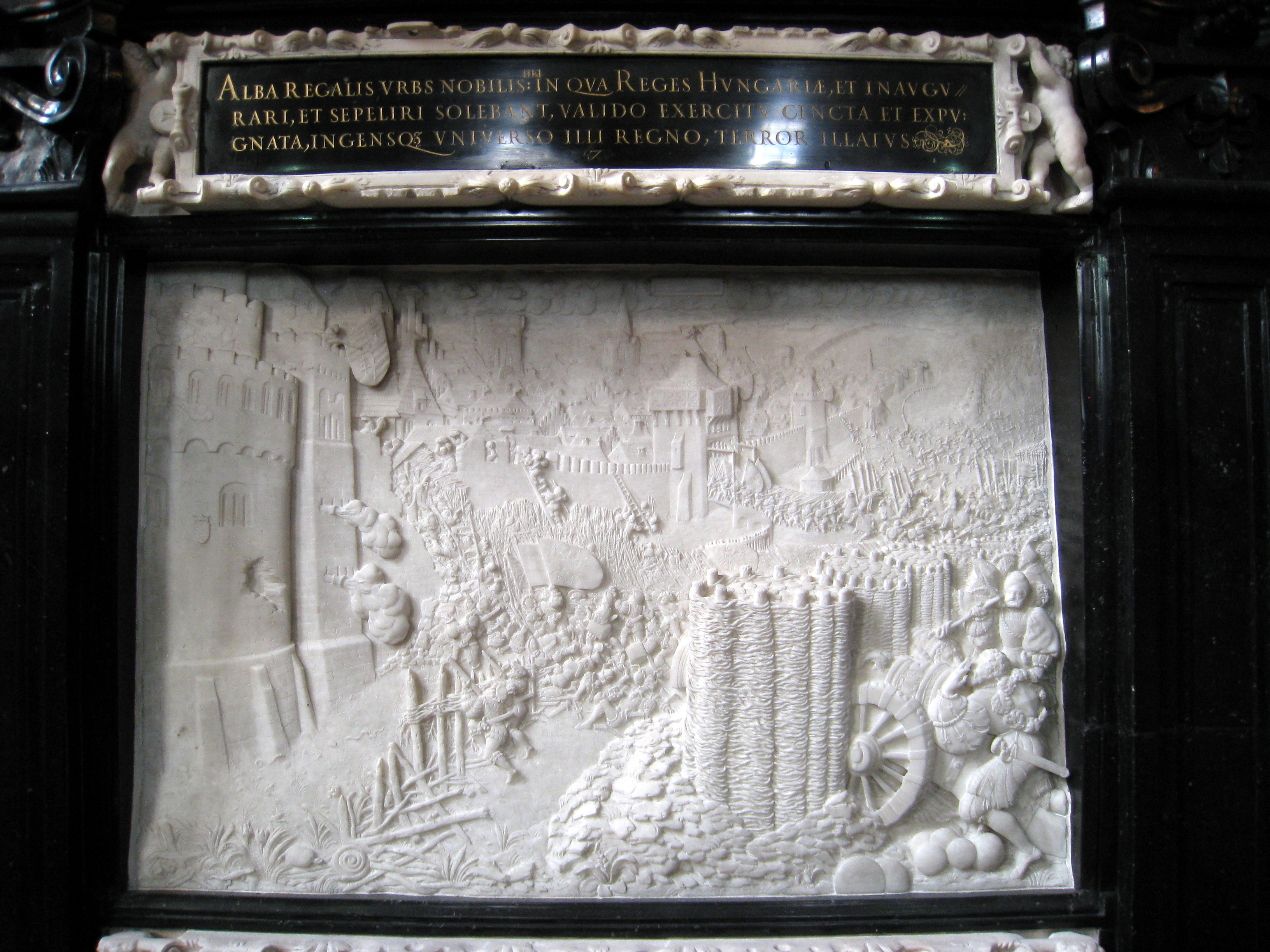
Reliëf voor het Maximiliaanmonument (Innsbruck)

### Overzicht
- 1558–59: gevelsculpturen van de Ottheinrichsbau (Kasteel van Heidelberg)
- 1562–66: marmerreliëfs voor de cenotaaf van keizer Maximiliaan I (Hofkirche, Innsbruck)
- 1569: vier zittende vrouwenfiguren in brons, allegorische voorstellingen van de kardinale deugden (cenotaaf in de Hofkirche, Innsbruck)
- 1570–84: fonteinen voor Schloss Neugebäude (Wenen)[6]
- 1571–89: Mausoleum van keizer Ferdinand I (1503-1564), zijn vrouw Anna van Bohemen en Hongarije en hun zoon keizer Maximiliaan II (Sint-Vituskathedraal, Praag)
- 1580: graftombe van Katharina von Loxan (Hofkirche, Innsbruck)
- 1582–83: knielende keizer Maximiliaan (cenotaaf in de Hofkirche, Innsbruck)
- 1585: Graf van de familie Sauter (kerkhof van Hall in Tirol)
- 1586: Praalgraf van Hans Fugger (Sint-Petrus en Pauluskerk, Fuggerslot, Kirchheim in Schwaben)
- 1588–96: Graf van aartshertog Ferdinand II van Tirol en zijn vrouw Philippine Welser (Zilveren kapel, Hofkirche, Innsbruck), met onder meer vier bas-reliëfs:
  - Gevangenname van de keurvorst van Saksen door keizer Karel V tijdens de Slag bij Muhlberg
  - Afstand van het keizerschap door Karel V ten gunste van zijn broer Ferdinand
  - Beleg van Sieget door Karel V
  - Overgave van het Fort van Gran aan Karel V door de Turken
- 1590: marmeren grafsteen voor bisschop Johannes Nas (Kapittelhuis van het Franciscanerklooster te Innsbruck)
- 1594: Graftombe van zijn vrouw Maria
- 1607: Graf van Hans Georg III von Kuefstein in de kerk van Maria Laach am Jauerling

Kleinere werken van Colyns hand bevinden zich in Schwaz, Meran, Sterzing en Murstetten. Het Ferdinandeum bezit enkele van zijn houtsculpturen, waaronder een Sabijnse Maagdenroof.

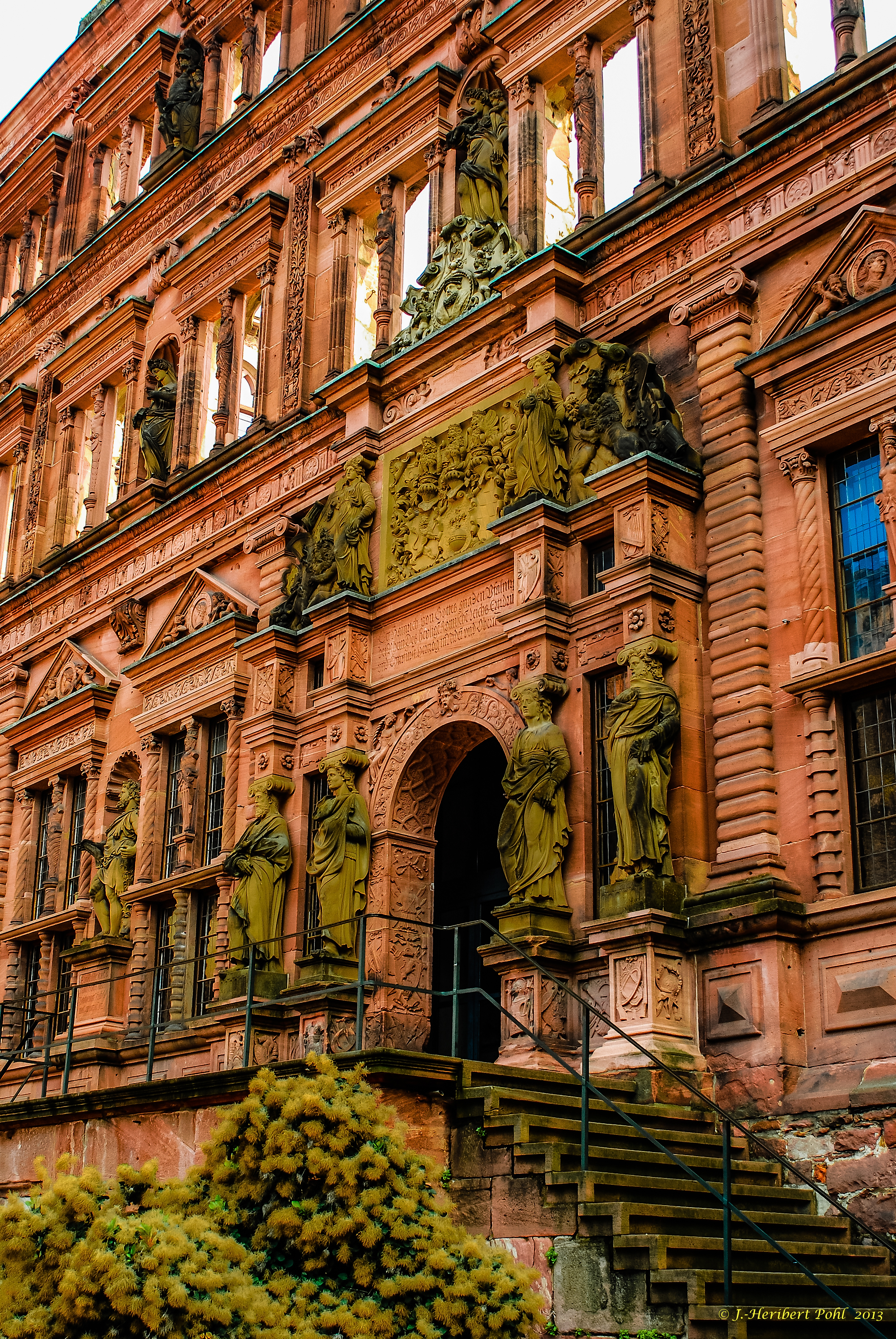
Paleis van Otto Hendrik
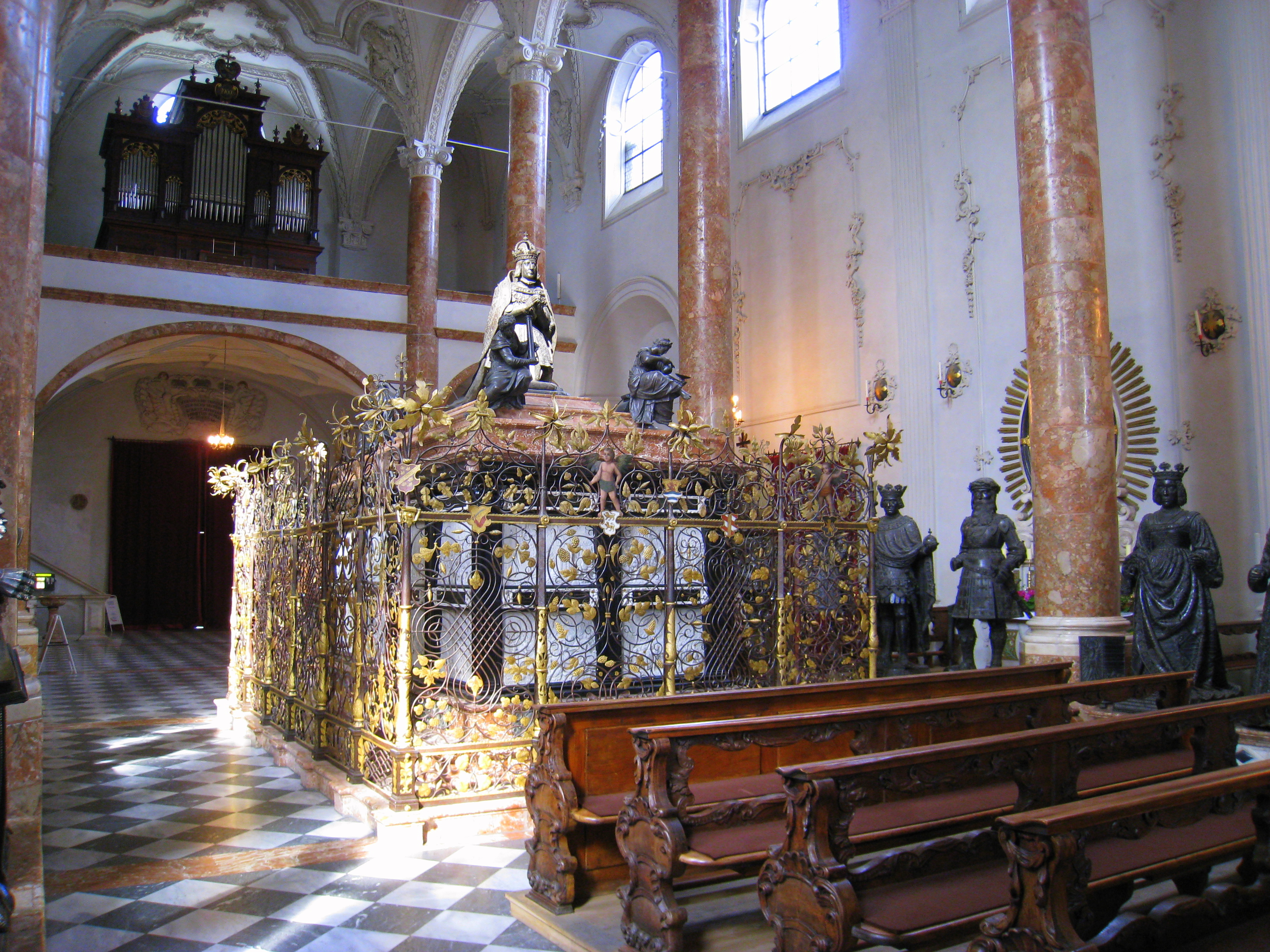
Graf van keizer Maximiliaan (Innsbruck)
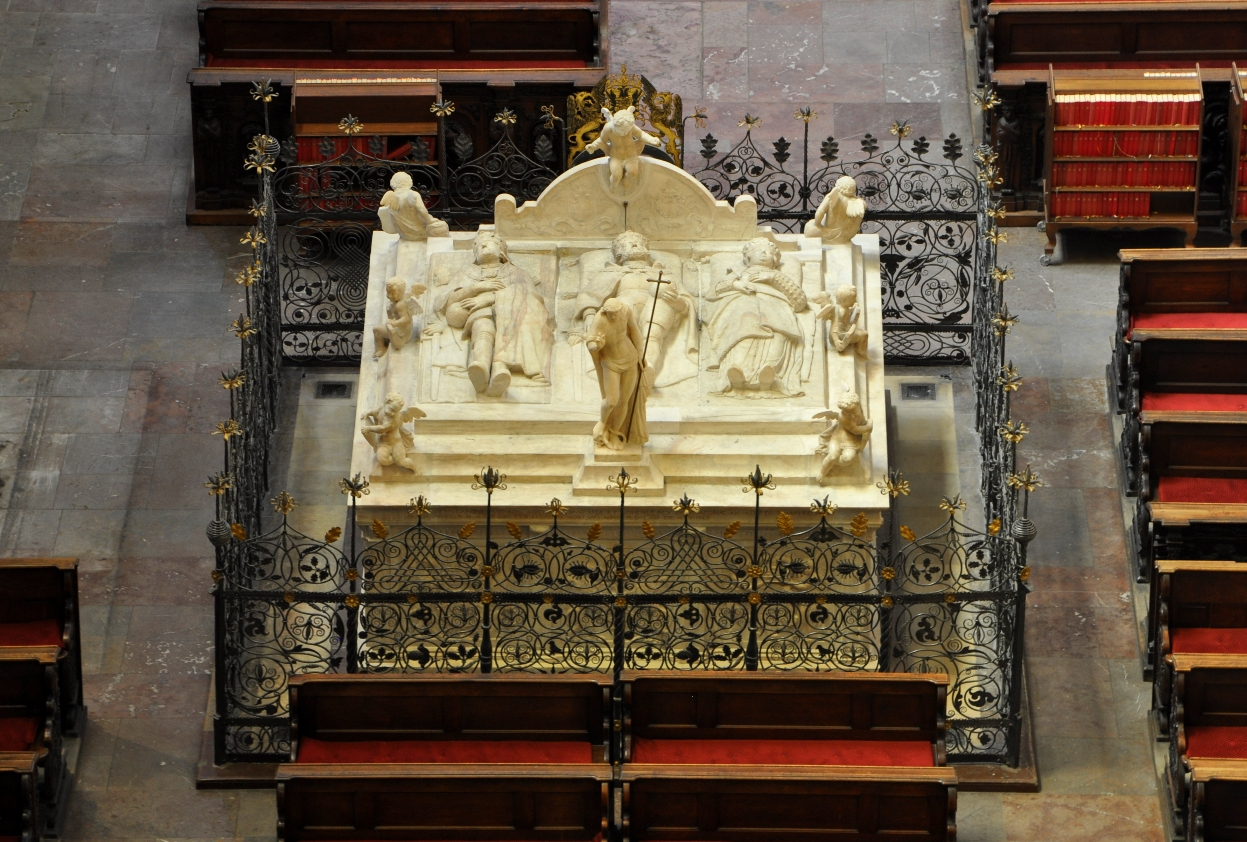
Keizerlijk mausoleum, Praag
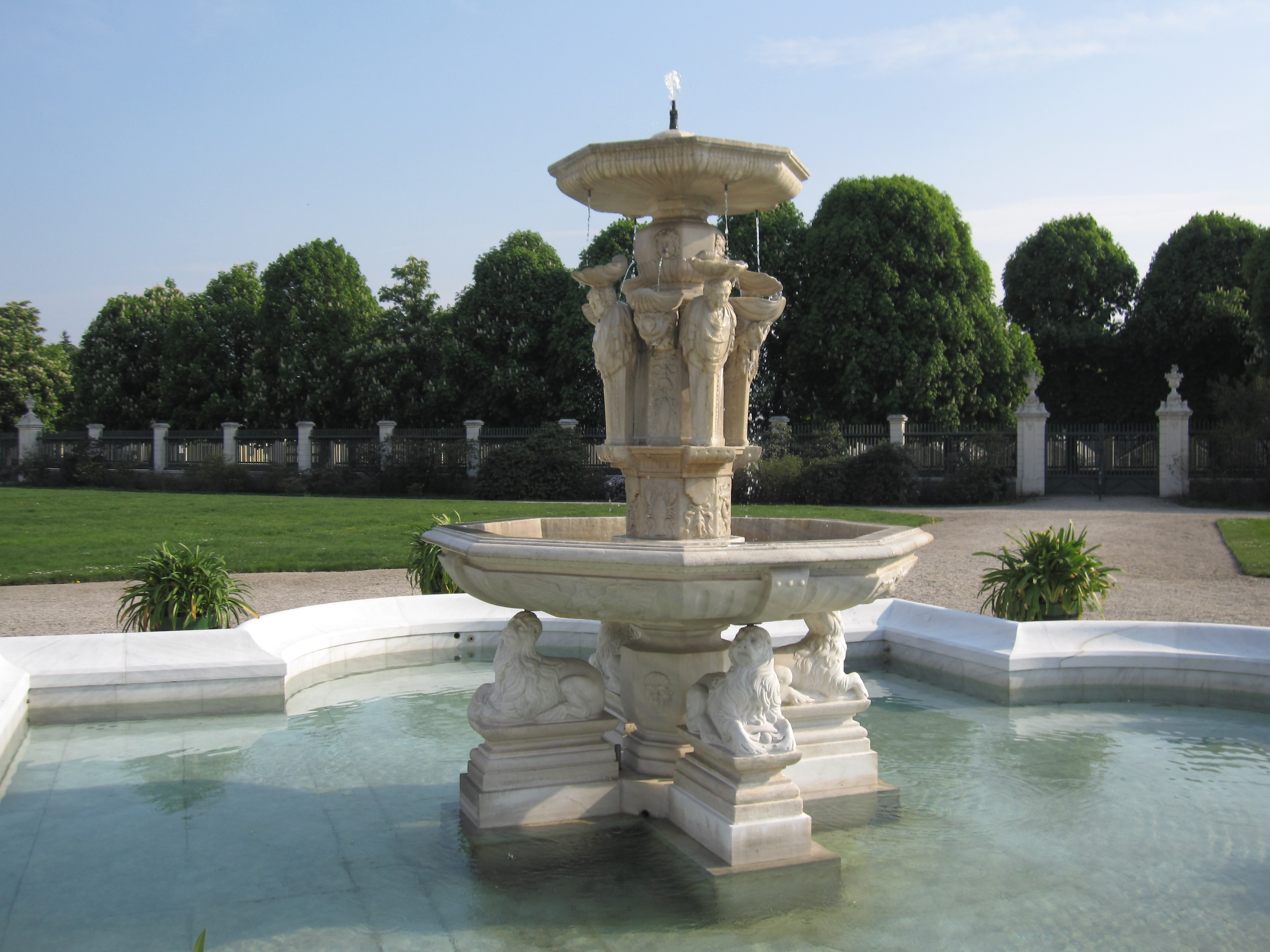
Fontein voor Schloss Neugebäude
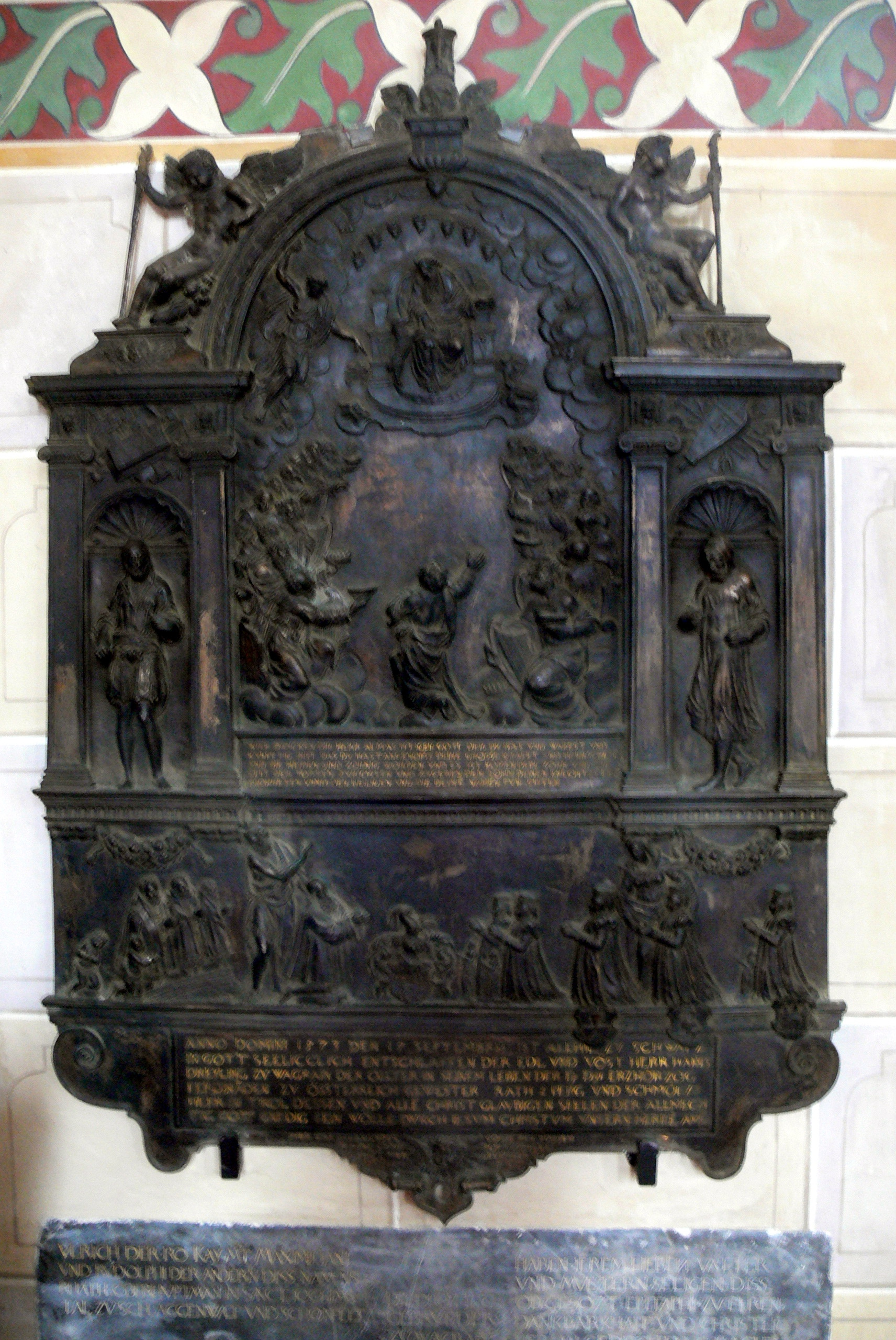
Epitaaf in de kerk van Schwaz

### Maximiliaansgraf
Voor de 24 marmerreliëfs op de zijwanden van de sarcofaag, moest Colyn zich laten leiden door de Ehrenpforte, een reusachtige houtsnededruk van Albrecht Dürer. Op zeer levendige wijze beeldde hij in zelfgevonden Brennermarmer de daden van Maximiliaan uit. Vele afgebeelde figuren zijn realistisch geportretteerd. Colyn heeft ze weergegeven in een architectonische en landschappelijke achtergrond met diepe perspectiefwerking, dikwijls sterk verkort. De Deense classicist Bertel Thorvaldsen omschreef ze als de meest volmaakte uit het genre.
1. Huwelijk met Maria van Bourgondië (1477): zelfs de schilderijen op de kerkwand zijn afgebeeld
2. Zege over de Fransen bij Guinegate (1479)
3. Herovering van Arras (1492)
4. Kroning tot Rooms-Duits koning in Aken (1486)
5. Zege van aartshertog Sigmund van Tirol over de Venetianen bij Calliano (1487)
6. Intocht te Wenen na de bevrijding van de Hongaarse overheersing (1490)
7. Inname van Stuhlweissenburg (1490)
8. Terugkeer van zijn dochter Margaretha uit Frankrijk na de Vrede van Senlis (1493)
9. Verdrijving van de Turken uit Kroatië (1493)
10. Stichting van de Liga van Venetië (1495)
11. Belening van Ludovico Sforza met het hertogdom Milaan nadat hij Maximiliaan de hand van zijn dochter Maria Bianca had aangeboden.
12. Huwelijk van Maximiliaans zoon Filips de Schone met Johanna van Castilië (1496)
13. Zege over de Bohemers bij Regensburg (1504)
14. Beleg van Kufstein (1504)
15. Onderwerping van hertog Karel van Gelre (1505)
16. Liga van Kamerijk (1508)
17. Overgave van Padua aan Maximiliaan (1509)
18. Herstel van Massimiliano Sforza als hertog van Milaan (1512)
19. Tweede Slag bij Guinegate (1513)
20. Samenkomst van Hendrik VIII van Engeland en Maximiliaan bij het Beleg van Terwaan (1513)
21. Slag bij Vicenza tegen de Venetianen (1513)
22. Aanval op het Venetiaanse Fort van Marano
23. Dubbelhuwelijk van Maximiliaans kleinzoon Ferdinand en van zijn kleindochter Maria met Anna en Ludwig, kinderen van koning Wenceslas van Hongarije (1515)
24. Verdediging van Verona tegen de Fransen en Venetianen (1516)

Per tafereel ontving Colyn 240 fl. Tegen 1570 maakte hij ook de vier kardinale deugden, bronzen vrouwenfiguren gezeten op de hoeken van de sarcofaag:
- Prudentia: Wijsheid (met spiegel)
- Iustitia: Rechtvaardigheid (met zwaard)
- Temperantia: Gematigdheid (met schenkkan en waterschaal)
- Fortitudo: Kracht (met pilaar)

Met de hulp van zijn zoon Abraham bekroonde hij het geheel in 1583 met een beeld van de knielende keizer Maximiliaan.

## Iconografie
Minstens drie beeltenissen van Colyn zijn bewaard:
- Borstbeeld, 1562 (Silberne Kapelle, Innsbruck)
- Loden medaille van Giovanni Pietro Telesphoro de Pomis (Muntenkabinet München)
- Kopergravure door Lucas Kilian naar een tekening van Pietro de Pomis (Ferdinandeum, Innsbruck).